# Türkische Luftstreitkräfte
Die türkischen Luftstreitkräfte (türkisch Türk Hava Kuvvetleri) wurden 1911 als Unterstützungstruppe innerhalb des Osmanischen Heeres gegründet und am 31. Januar 1944 eigenständig.
Die Luftwaffe verfügt derzeit über rund 60.100 Soldaten und ist damit die zweitgrößte Teilstreitkraft. Sie ist gegliedert in zwei Taktische Luftkommandos in Eskişehir und Diyarbakır, ein Trainingskommando und ein Unterstützungskommando. Das Hauptquartier befindet sich in Ankara. Die türkischen Luftstreitkräfte verfügen über 1940 Luftfahrzeuge, darunter General Dynamics F-16, McDonnell Douglas F-4 und Northrop F-5, Boeing-KC-135-Tankflugzeuge und 86 taktische Transportflugzeuge (u. a. CN-235, Transall C-160, Lockheed C-130 und Airbus A400M).

## Geschichte

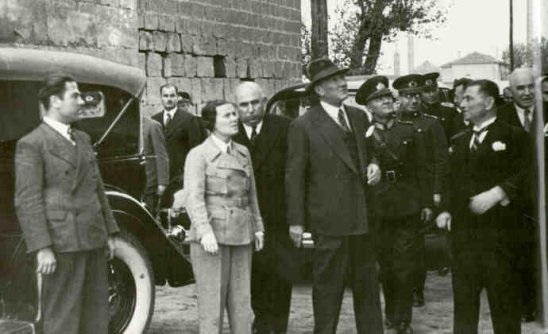
Sabiha Gökçen und Mustafa Kemal Atatürk

Sabiha Gökçen wurde 1937 erste türkische Pilotin und die erste Kampfpilotin der Welt. Sie war eines von acht Adoptivkindern Mustafa Kemal Atatürks.
Seit dem 18. Februar 1952 gehört die Türkei zur NATO und während des Kalten Krieges bis 1991 unterstützte die Luftwaffe das Bündnis an der Südostflanke des Warschauer Paktes.
Im August 1964 wurde Hauptmann Cengiz Topel in einer F-100 während des Angriffes auf ein Patrouillenboot über Zypern in der Nähe von Denizli/Xeros bei Gemikonağı/Karavostasi von 40-mm-Bofors-Geschützen der Zyprischen Nationalgarde beschossen. Nach dem Ausstieg soll er angeblich zu Tode gefoltert worden sein. Topel war der erste Kampfflugzeugpilot der türkischen Luftwaffe, der während eines Einsatzes ums Leben kam. An diesem Tag hatte die Türkische Luftwaffe auch Napalm-Bomben gegen griechisch-zypriotische Dörfer eingesetzt. Dabei starben mindestens 19 Zivilisten.
Die Luftwaffe beteiligte sich am Militärputsch in der Türkei 1971.
Im Jahr 1974 unterstützte die Luftwaffe in der Operation Atilla die Invasion von Nordzypern.
Die Luftwaffe wurde seit 1978 häufig gegen Stellungen der Arbeiterpartei Kurdistans (PKK) im Nordirak (Kandil-Berge) und Syrien eingesetzt. Siehe auch: Konflikt zwischen der Republik Türkei und der PKK.
Die Luftwaffe beteiligte sich am Militärputsch in der Türkei 1980.
Am 26. März 1994 erfolgte im eigenen Land der Luftangriff auf Koçağılı und Kuşkonar gegen kurdische Dörfer.
Von 1. Januar 1997 bis 17. März 2003 beteiligte sich die Luftwaffe an der Operation Northern Watch zur Durchsetzung einer Flugverbotszone im Irak nördlich des 36. Breitengrades.
Von 24. März bis 10. Juni 1999 wurden Flugzeuge der Luftwaffe im Rahmen der NATO-Operation Allied Force gegen die Bundesrepublik Jugoslawien im Kosovokrieg eingesetzt.
Vom 16. Dezember 2007 bis 29. Februar 2008 beteiligte sich die Luftwaffe an der Operation Sonne (türkisch: Güneş Harekatı) im Nordirak zur Bekämpfung von Stützpunkten der Arbeiterpartei Kurdistans (PKK).

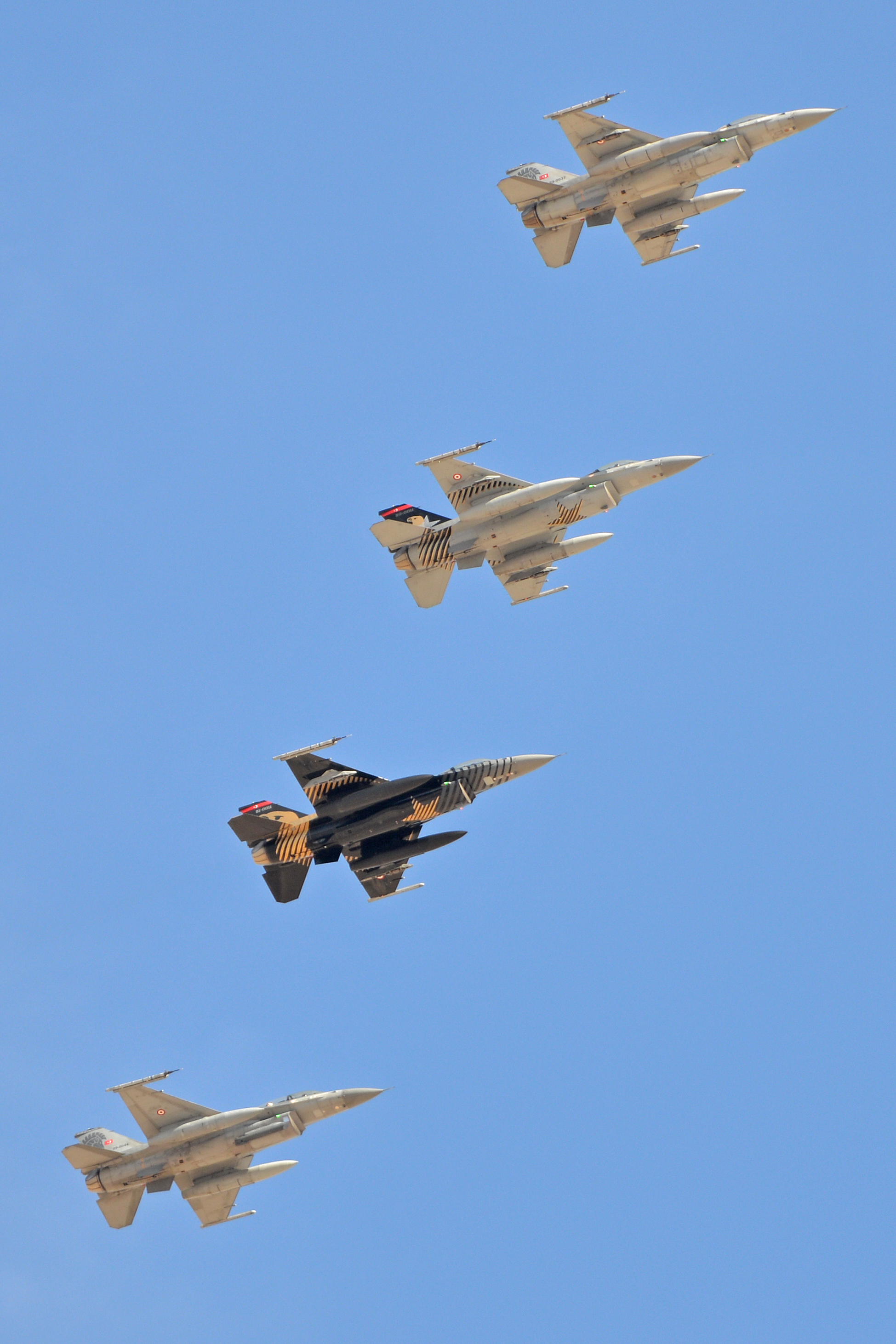
Türkische F-16 in Formation.

Bis 2011 wurden alle 270 F-16-Kampfflugzeuge der türkischen Luftwaffe mit dem eigenen Freund-Feind-Erkennungssystem von Aselsan nachgerüstet. Da die Erkennungsprofile der ursprünglich eingebauten US-Versionen nicht geändert werden konnten, entwickelte die Türkei ihr eigenes Freund-Feind-Erkennungssystem. Künftig werden die türkischen Piloten Ziele nach „nationalem Interesse“ identifizieren.
Im Syrisch-Türkischen Konflikt 2012 wurde von der syrischen Luftabwehr vor der syrischen Provinz eine McDonnell F-4 der türkischen Luftwaffe abgeschossen, dabei kamen beide Besatzungsmitglieder ums Leben.
Am 23. März 2014 schoss bei Kessab in Syrien ein türkisches F-16-Kampfflugzeug ein syrisches Militärflugzeug des Typs MiG-23 ab. Der Pilot konnte sich mit dem Schleudersitz retten.
Am 24. November 2015 erfolgte der Abschuss einer Suchoi Su-24 der russischen Luftwaffe im türkisch-syrischen Grenzgebiet über der syrischen Provinz Latakia.
Seit 2015 nimmt die Luftwaffe an einer erneuten Offensive gegen die PKK teil, besonders in den Provinzen Hakkâri und Şırnak.
Im Juli 2016 beteiligte sich ein Teil der Luftwaffe an einem Putschversuch.
Im Rahmen der Türkische Militäroffensive in Nordsyrien 2016/17 bombardierten türkische F-16 Kampfjets IS-Stellungen.
Seit dem 20. Januar 2018 werden im Rahmen der Türkische Militäroffensive auf Afrin Stellungen der YPG/YPJ bombardiert.

### Nichtbeschaffung F-35 „Joint Strike Fighter“

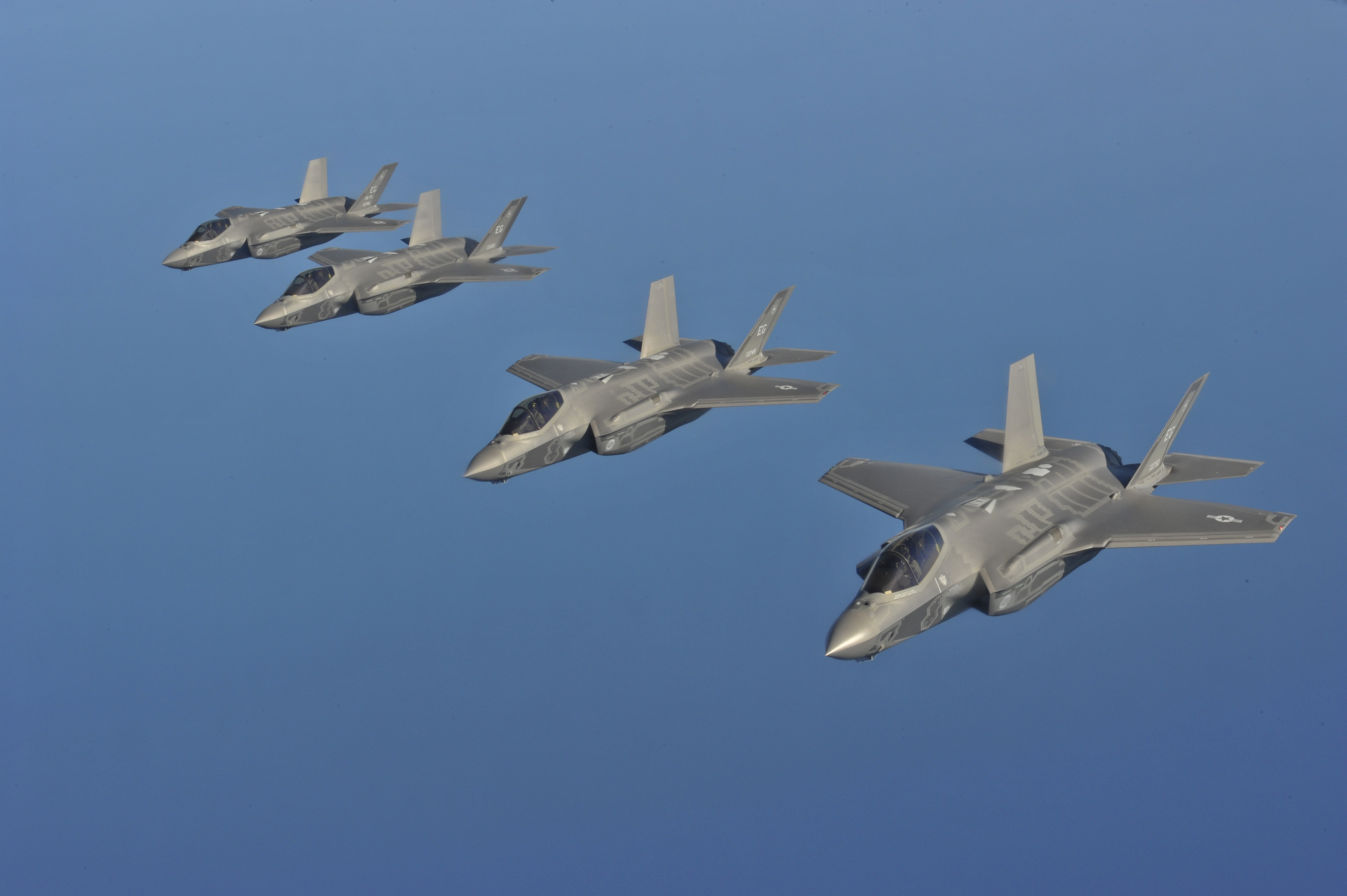
US-amerikanische F-35. Die türkische Luftwaffe hatte 116 Jets bestellt.

Als Nachfolger für ältere Jets hatte das türkische Verteidigungsministerium 116 F-35 „Joint Strike Fighter“ (JSF) ausgewählt und sich damit aus technischen, politischen und wirtschaftlichen Gründen gegen den Eurofighter Typhoon entschieden, der unter anderem nur begrenzt Tarnkappentechnik besitzt. Die Türkei war als Level-3-Partner der US-Streitkräfte an der Entwicklung der F-35 beteiligt. Das komplette Auftragsvolumen für die 116 Jets betrug 10,4 Milliarden US-Dollar. Die erste F-35 der USA wurde 2014 in Dienst gestellt.
Es  liefen umfassende Maßnahmen, einen erheblichen Teil der türkischen F-4- und F-16-Bestände zu modernisieren. Zusätzlich zu den bisherigen 240 F-16 Kampfflugzeugen, welche nahezu sämtlich  im Zeitraum von 1987 bis 1999 in der Türkei in Lizenz hergestellt wurden, beschaffte die Türkei ab 2006 weitere 30 F-16-Kampfflugzeuge, um die Übergangszeit bis zur Einführung der neuen F-35-Jets zu überbrücken.
Am 17. Juli 2019 gab die US-amerikanische Regierung bekannt, dass die Lieferung der bestellten F-35 an die Türkei storniert wurde. Grund war der Kauf des russischen Raketenabwehrsystems S-400 durch die türkische Regierung, das nach Ansicht der USA als russisches Spionageinstrument eingesetzt werden kann. Zu den Teilelieferungen aus der Türkei wurde keine Aussage getroffen.

## Türk Yıldızları
Die Staffel Türk Yıldızları (Türkische Sterne) oder auch Turkish Stars sind eine in Konya stationierte türkische Kunstflugstaffel. Aktuell besteht dieses Akrobatikteam (kurz Akroteam, türkisch akrotim) der 134. Flotte der türkischen Luftwaffe (türk. Türk Hava Kuvvetleri) aus elf Piloten. Für die Flugvorführungen werden acht Northrop-F-5-Kampfflugzeuge genutzt.

## Gliederung
Dem Oberkommando der Luftwaffe unterstehen direkt:
- Ausbildungskommando (Hauptquartier: Izmir)
  - Luftwaffenakademie
  - 2. Ausbildungsbasis (Izmir-Çiğli)
    - 121. Ausbildungsstaffel (T-38A)
    - 122. Ausbildungsstaffel (T-37B/C)
    - 123. Ausbildungsstaffel (SF-260D)
    - 124. Ausbildungsstaffel (Flugzeuge von anderen Staffeln)
    - 125. Ausbildungsstaffel (CN-235, AS.532, UH-1)

  - 3. Ausbildungsbasis (Konya)
    - 131. AEW&C-Staffel (Boeing 737)
    - 132. Jagdbomberstaffel (F-4E, F-5A/B)
    - 133. Jagdbomberstaffel (F-5A/B, NF-5A/B)
    - 134. Kunstflugstaffel („Turkish Stars“) (NF-5)
- Logistikkommando
  - Logistikzentrum Eskisehir
  - Logistikzentrum Kayseri
  - Logistikzentrum Erkilet
  - Logistikzentrum Etimesgut
- 10. Tanker-Basiskommando (Incirlik)
  - 101. Tankerstaffel (KC-135R)
- 11. Transportbasiskommando (Ankara-Etimesgut)
  - 211. Transportfliegerstaffel (CN-235)
  - 212. Transportfliegerstaffel („Citation“ II/VII, Gulfstream IV, CN-235, UH-1H)
- 12. Transportbasiskommando (Erkilet/Kayseri)
  - 221. Transportfliegerstaffel (C-160, A400M)[14]
  - 222. Transportfliegerstaffel (C-130)
  - 223. Ausbildungsstaffel (CN-235)

Die Kampfverbänden unterstehen den beiden taktischen Luftwaffenkommandos, diesen sind folgende Staffeln unterstellt:
- 1. Taktisches Luftwaffenkommando (Westtürkei, Hauptquartier: Eskisehir) (F-16C/D)Eine F-16 der 192. Staffel Tiger Squadron in Balikesir

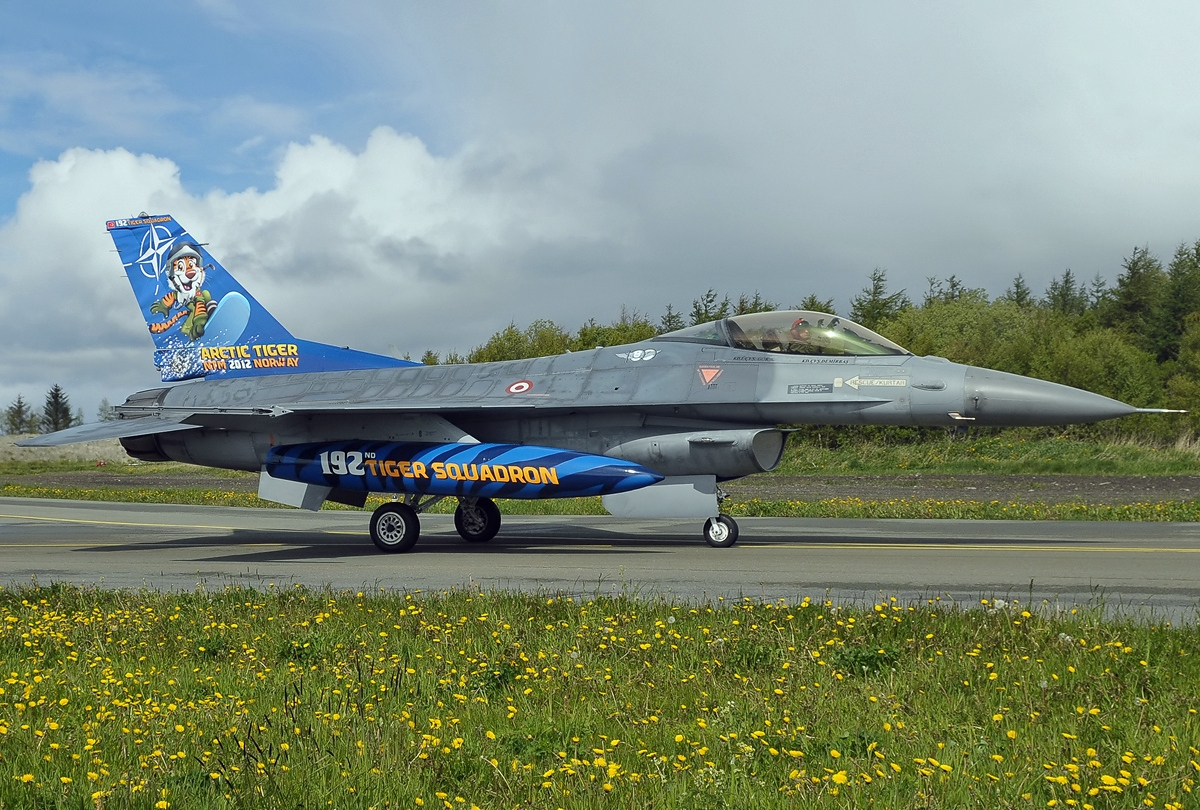
Eine F-16 der 192. Staffel Tiger Squadron in Balikesir

  - gemischte Staffel (CN-235, „Cougar“ CSAR)
  - 1. Luftwaffenbasis (Eskişehir)
    - 111. Jagdbomberstaffel (F-4E 2020)
    - 112. Abfangjägerstaffel (F-4E)
    - 113. Aufklärungsstaffel (F-16C/D)[15]

  - 4. Luftwaffenbasis (Akinci)
    - 141. Mehrzweckstaffel (F-16C/D)F-16 Tiger Squadron Balikesir
    - 142. OC-Staffel

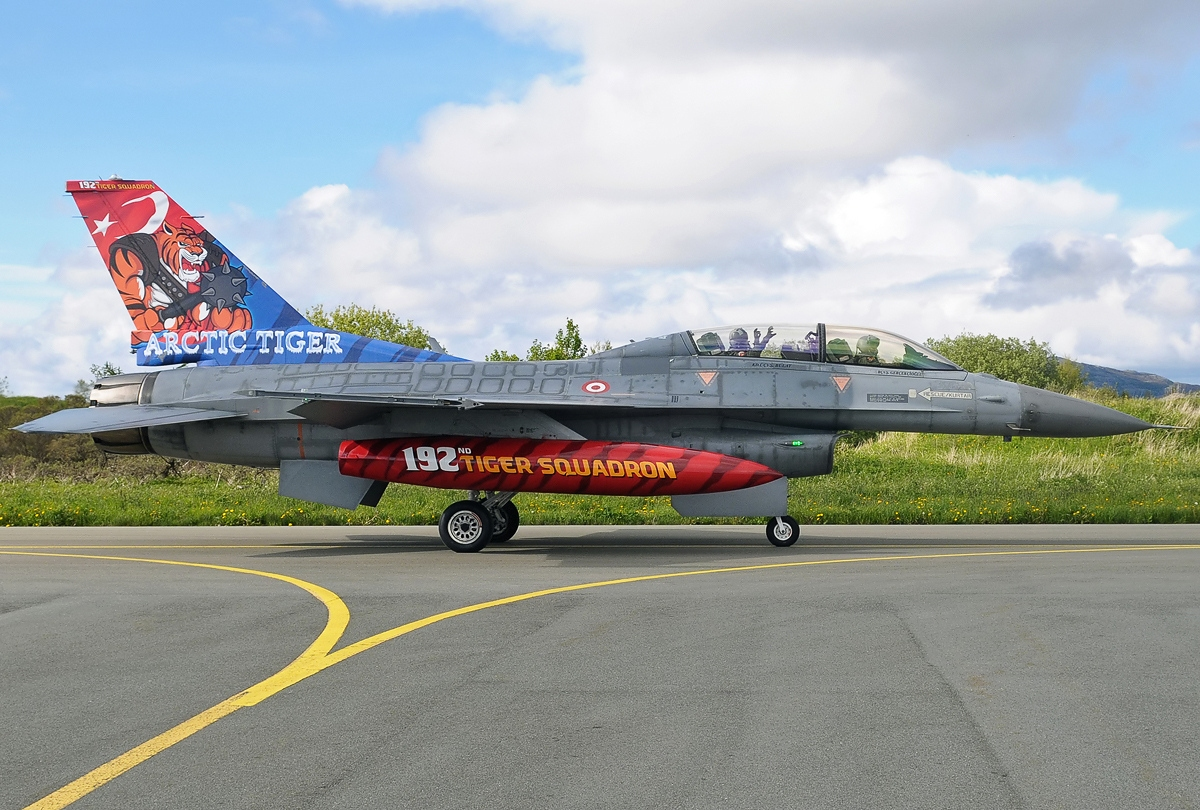
F-16 Tiger Squadron Balikesir

    - 143. Umschulungsstaffel (F-16C/D)

  - 6. Luftwaffenbasis (Bandirma)
    - 161. Jagdbomberstaffel (F-16C/D)
    - 162. Mehrzweckstaffel (F-16C/D)

  - 9. Luftwaffenbasis (Balikesir)
    - 191. Mehrzweckstaffel (F-16C/D)
    - 192. Mehrzweckstaffel (F-16C/D)

- 2. Taktisches Luftwaffenkommando (Osttürkei, Hauptquartier: Diyarbakir)
  - gemischte Staffel (CN-235, „Cougar“ CSAR)
  - 5. Luftwaffenbasis (Merzifon)
    - 151. SEAD-Staffel (F-16C/D-50)
    - 152. Abfangjägerstaffel (F-16C/D-50)

  - 7. Luftwaffenbasis (Erhac)
    - 171. Jagdbomberstaffel (F-4E-2020)
    - 172. Jagdbomberstaffel (F-4E)
    - 173. OC-Staffel (F-4E)

  - 8. Luftwaffenbasis (Diyarbakir)
    - 181. Jagdbomberstaffel (F-16C/D)
    - 182. Mehrzweckstaffel (F-16C/D)

Zur Flugabwehr stehen zwei Bataillone mit 86 „Rapier“ und acht Feuereinheiten mit MIM-23 HAWK bereit.

## Zwischenfälle
In Auszügen werden hier Unfälle von Flugzeugen der türkischen Luftstreitkräfte aufgeführt.
- Am 14. August 1949 fiel an einer Douglas DC-3/C-47A-25-DK der türkischen Luftstreitkräfte (Luftfahrzeugkennzeichen TAF 6063) beim Start vom Militärflugplatz Ankara-Etimesgut (Türkei) ein Triebwerk aus. Die Maschine stürzte ab und wurde zerstört. Alle 7 Insassen wurden getötet, drei türkische Besatzungsmitglieder und vier britische Soldaten.[16]

- Am 11. November 1950 verunglückte eine Douglas DC-3/C-47B-5-DK der türkischen Luftstreitkräfte (43-6017) am Militärflugplatz Afyon (Türkei). Nähere Einzelheiten sind derzeit nicht verfügbar. Alle 4 Insassen kamen ums Leben. Das Flugzeug wurde zerstört.[17]

- Am 19. November 1951 stürzte eine Douglas DC-3/C-47B-5-DK der türkischen Luftstreitkräfte (CBK-016) in den See Manyas Gölü (Türkei). Dabei kamen 4 Insassen ums Leben. Das Flugzeug wurde zerstört.[18]

- Am 24. Dezember 1951 verunglückte eine Douglas DC-3/C-47A-40-DL der türkischen Luftstreitkräfte (TAF 42-6058) in Istanbul (Türkei). Nähere Einzelheiten sind derzeit nicht verfügbar. Das Flugzeug wurde zerstört. Alle Insassen überlebten den Unfall.[19]

- Am 25. Dezember 1951, nur einen Tag später, stürzte eine Douglas DC-3/C-47A-80-DL der türkischen Luftstreitkräfte (CBK-20) auf dem Weg vom Militärflugplatz Ankara-Etimesgut nach Istanbul im Park Atatürk Orman Çiftliği (Ankara, Türkei) ab. Alle 6 Insassen, Besatzungsmitglieder und Passagiere, wurden getötet. Der Unfall war vermutlich auf Vereisung zurückzuführen. Das Flugzeug wurde zerstört.[20]

- Am 9. März 1952 wurde eine Douglas DC-3/C-47A-20-DK der türkischen Luftstreitkräfte (TAF 6053/H-053) an einem unbekannten Ort in der Türkei irreparabel beschädigt. Über Personenschäden ist nichts bekannt, es gab jedoch keine Todesfälle.[21]

- Am 14. November 1952 verunglückte eine Douglas DC-3/C-47A der türkischen Luftstreitkräfte (TAF 6008) bei Sincan (Ankara) (Türkei), nachdem sie vom Militärflugplatz Ankara-Etimesgut gestartet war. Das Flugzeug wurde zerstört. Alle 4 Besatzungsmitglieder kamen ums Leben.[22]

- Am 21. Februar 1953 wurde eine Douglas DC-3/C-47A-70-DL der türkischen Luftstreitkräfte (TAF 42-6097) bei einem Flugunfall an einem unbekannten Ort in der Türkei irreparabel beschädigt. Über Personenschäden ist nichts bekannt, es gab jedoch keine Todesfälle.[23]

- Am 17. August 1956 fiel an einer Douglas DC-3/C-47 der türkischen Luftstreitkräfte (TAF unbekannt) im Anflug auf den Flughafen Istanbul-Yeşilköy ein Triebwerk aus. Es kam zu einer Notlandung in einer militärischen Anlage in Bakırköy (Provinz Istanbul, Türkei). Das Flugzeug wurde irreparabel beschädigt. Alle 5 Insassen überlebten den Unfall.[24]

- Am 17. April 1957 verunglückte eine Douglas DC-3/C-47A-70-DL der türkischen Luftstreitkräfte (TAF 42-6071)  an einem unbekannten Ort in der Türkei. Das Flugzeug wurde zerstört.  Über Personenschäden ist nichts bekannt, es gab jedoch keine Todesfälle.[25]

- Am 11. Juni 1957 kollidierte eine Douglas DC-3/C-47B-28-DK der türkischen Luftstreitkräfte (TAF 6043) in der Nähe des Flughafens Adana (Türkei) mit einem Kampfflugzeug des Typs Republic F-84G Thunderjet, ebenfalls der türkischen Luftstreitkräfte (51-10884). Alle 5 Insassen der DC-3 wurden getötet.[26]

- Am 18. September 1958 wurde eine Douglas DC-3/C-47B-15-DK der türkischen Luftstreitkräfte (CBK-081) bei nebligem Wetter nahe dem Flughafen Ordu-Giresun (Türkei) in Bäume geflogen, stürzte ab und geriet in Brand. Durch diesen CFIT (Controlled flight into terrain) wurden alle 9 Insassen getötet, Besatzungsmitglieder und Passagiere.[27]

- Am 16. April 1959 verunglückte eine Douglas DC-3/C-47A-70-DL der Türkischen Luftstreitkräfte (ETI-82) beim Start vom Militärflugplatz Ankara-Etimesgut, nachdem ein Triebwerk ausgefallen war. Dabei wurden 2 Insassen getötet. Das Flugzeug wurde zerstört.[28]

- Am 15. August 1959 verunglückte eine Douglas DC-3/C-47 der türkischen Luftstreitkräfte (Luftfahrzeugkennzeichen unbekannt) beim Start vom Flughafen Çanakkale (Türkei) und wurde irreparabel beschädigt. Alle 5 Insassen überlebten den Unfall verletzt.[29]

- Am 11. März 1960 kollidierte eine Douglas DC-3/C-47 der Türkischen Luftstreitkräfte (unbekannt) beim Rollen auf dem Militärflugplatz Ankara-Etimesgut (Türkei) mit einem Lastwagen und einer DC-3/C-47 der United States Air Force (USAF). Die türkische C-47 verlor eine Tragfläche, die 100 Meter weit flog, an der C-47 der USAF brach hinter der Tragfläche das Heck ab. Alle Insassen, Besatzungsmitglieder und Passagiere, überlebten den Unfall. Beide Flugzeuge wurden zerstört.[30]

- Am 12. Februar 1961 geriet eine Douglas DC-3/C-47 der türkischen Luftstreitkräfte (CBK-083) auf dem Flughafen Hatay (Türkei) von der Landebahn ab und brach auseinander. Ein Pilot überlebte den Unfall mit leichten Verletzungen, jedoch wurde eine Person getötet.[31]

- Am 9. Juni 1964 stürzte eine Douglas DC-3/C-47A-DL der türkischen Luftstreitkräfte (ETI-51) kurz nach dem Start vom Flughafen Çanakkale (Türkei) ab, nachdem ein Triebwerk ausgefallen war. Alle 6 Insassen, Besatzungsmitglieder und Passagiere, kamen ums Leben, darunter eventuell ein Passagier, der nicht zur Luftwaffe gehörte.[32]

- Am 1. Februar 1963 kollidierte eine libanesische Vickers 754D Viscount der Middle East Airlines (OD-ADE) im Anflug auf Ankara mit einer Douglas C-47A-80-DL der Türkischen Luftstreitkräfte (CBK-28). Die Flugzeuge stürzten in verschiedene Stadtgebiete, unter anderem in einen stark belebten Marktplatz. Alle 17 Menschen an Bord der zwei Maschinen starben, ebenso 87 Einwohner Ankaras.[33][34]

- Am 14. Januar 1965 stürzte eine Douglas DC-3/C-47B-5-DK der türkischen Luftstreitkräfte (CBK-04) beim Start vom Flughafen Istanbul-Yeşilköy (Türkei) auf die Startbahn zurück und fing Feuer. Ein Besatzungsmitglied, der Mechaniker, kam ums Leben. Das Flugzeug wurde zerstört.[35]

- Am 16. November 1965 verunglückte eine Douglas DC-3/C-47A-80-DL der türkischen Luftstreitkräfte (H-060) im Anflug auf den Militärflugplatz Ankara-Etimesgut (Türkei). Alle 9 Insassen, Besatzungsmitglieder und Passagiere, wurden getötet.[36]

- Am 9. März 1966 fiel an einer Douglas DC-3/C-47 der türkischen Luftstreitkräfte (Luftfahrzeugkennzeichen unbekannt) das Triebwerk Nr. 1 (links) aus. Daraufhin kollidierte das Flugzeug mit dem Gebirgszug Murat Dağı (Türkei). Alle fünf Besatzungsmitglieder überlebten den Unfall, wurden jedoch verletzt. Das Flugzeug wurde zerstört.[37]

- Am 29. August 1966 flog einer Douglas DC-3/C-47B-10-DK der türkischen Luftstreitkräfte (TAF 43-6014) eine Möwe in einen Motor. Daraufhin stürzte die Maschine drei Minuten nach dem Start vom Flughafen Istanbul-Yeşilköy in der Stadtgemeinde Tuzla (Provinz Istanbul) ab und ging in Flammen auf. Von den neun Insassen, Besatzungsmitgliedern und Passagieren, kamen 5 ums Leben.[38]

- Am 27. September 1973 verunglückte eine Douglas DC-3/C-47B-1-DK der türkischen Luftstreitkräfte (43-6022) am Militärflugplatz Ankara-Etimesgut (Türkei). Nähere Einzelheiten sind derzeit nicht verfügbar. Es gab keine Todesfälle. Das Flugzeug wurde zerstört.[39]

- Am 5. November 1974 verunglückte eine Douglas DC-3/C-47A-65-DL der türkischen Luftstreitkräfte (ETI-19) am Militärflugplatz Ankara-Etimesgut (Türkei). Nähere Einzelheiten sind derzeit nicht verfügbar. Es gab keine Todesfälle. Das Flugzeug wurde zerstört.[40]

- Am 17. Januar 1977 verunglückte eine Douglas DC-3/C-47A-DL der türkischen Luftstreitkräfte (ETI-27) bei Sütçüler (Isparta) (Türkei). Das Flugzeug wurde zerstört. Nähere Einzelheiten sind derzeit nicht verfügbar. Alle 7 Insassen, Besatzungsmitglieder und Passagiere, kamen ums Leben.[41]

- Am 8. Januar 1981 verunglückte eine Douglas DC-3/C-47B-1-DL der türkischen Luftstreitkräfte (HEK-15) am Militärflugplatz Izmir Cigli (Türkei). Nähere Einzelheiten sind derzeit nicht verfügbar. Das Flugzeug wurde irreparabel beschädigt. Über Personenschäden ist nichts bekannt, es gab jedoch keine Todesfälle.[42]

- Am 9. Dezember 1981 verunglückte eine Douglas DC-3/C-47A-15-DK der türkischen Luftstreitkräfte (YSL-47) bei Anamur (Türkei) und wurde zerstört. Nähere Einzelheiten sind derzeit nicht verfügbar. Alle 5 Insassen wurden getötet.[43]

- Am 30. Juni 1986 verunglückte eine Douglas DC-3/C-47B-1-DL der türkischen Luftstreitkräfte (TAF 43-16395) auf einem Testflug nahe dem Flughafen Kayseri (Türkei). Das Flugzeug wurde zerstört. Alle vier Besatzungsmitglieder überlebten den Unfall.[44]

- Am 25. September 1987 wurde eine Douglas DC-3/C-47A-75-DL der türkischen Luftstreitkräfte (TAF 12-036) am Militärflugplatz Ankara-Etimesgut (Türkei) laut „Flight International“ irreparabel beschädigt. Nähere Einzelheiten sind nicht verfügbar. Es gab keine Todesfälle.[45]

- Am 14. November 1988 fing eine Transall C-160D der türkischen Luftstreitkräfte (TAF 69-030) auf dem Vorfeld des Luftwaffenstützpunkts Kayseri-Erkilet (Türkei) Feuer und brannte vollständig aus. Über Personenschäden ist nichts bekannt, es gab jedoch keine Todesfälle.[46]

- Am 1. August 1994 wurde eine Douglas DC-3/C-47A-30-DK der türkischen Luftstreitkräfte (TAF 1-041) beim Start auf dem Militärflugplatz Eskisehir (Türkei) irreparabel beschädigt. Alle drei Besatzungsmitglieder überlebten den Unfall. Dies war der zur Zeit (Januar 2025) letzte bekannte Totalschaden einer DC-3 der  türkischen Luftstreitkräfte.[47]

- Am 19. Januar 2001 geriet eine CASA CN-235 der türkischen Luftstreitkräfte (TAF 097) in der Nähe von Kayseri ins Trudeln und stürzte ab. Alle drei Insassen starben dabei.[48]

- Am 16. Mai 2001 kam es mit einer CASA CN-235M-100 der türkischen Luftstreitkräfte (TAF 086) in Flugfläche 170 (etwa 5200 Metern Höhe) zu einem Kontrollverlust. Das Flugzeug stürzte in der Nähe des Flughafens Malatya-Erhaç (Türkei) ab. Alle 34 Insassen, sechs Besatzungsmitglieder und 28 Passagiere, wurden getötet.[49]

- Am 23. Mai 2006 kollidierten in der Nähe der Insel Karpathos ein griechisches und ein türkisches Kampfflugzeug des Typs F-16 bei einem Abfangmanöver.[50] Griechenland beansprucht einen nationalen Luftraum mit einer Breite von 10 Seemeilen (etwa 19 Kilometern) jenseits der eigenen Küstenlinien.[51] Die Türkei erkennt aber nur sechs Seemeilen (etwa 11 Kilometern) an, was der Breite der nationalen Seegebiete entspricht. Wegen Konflikten in der Ägäis standen Griechenland und die Türkei seit 1974 bereits drei Mal am Rande eines Krieges.[52]

- Am 17. Januar 2018 wurde eine CASA CN-235 der türkischen Luftstreitkräfte (98-148) in der Nähe von Hodulluca Mevkii, Distrikt Yalvaç, Provinz Isparta, in einen schneebedeckten Hügel geflogen und zerstört. Die Maschine befand sich auf einem Trainingsflug von und zum Flugplatz Eskişehir. Durch diesen CFIT (Controlled flight into terrain) wurden alle 3 Insassen getötet.[53]

- Am 25. Januar 2024 kam es an einer Transall C-160T der türkischen Luftstreitkräfte (TAF 69-036) zu einem Leistungsverlust. Die Piloten machten eine Notlandung auf dem militärischen Teil des Flughafens Kayseri-Erkilet (Türkei). Videos zeigen einen Landeanflug im Tiefflug auf den Flugplatz; und das Flugzeug scheint eine Fahrwerksstörung gehabt zu haben. Es wurden keine Verletzten gemeldet, das Flugzeug wurde jedoch erheblich beschädigt und möglicherweise abgeschrieben.[54]